# 井上広居

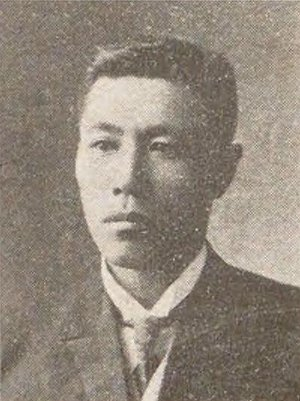
井上広居

井上 広居（いのうえ ひろやす、元治元年10月4日（1864年11月3日） – 昭和31年（1956年）6月5日）は、日本の政治家。衆議院議員（立憲国民党→立憲同志会→憲政会）や秋田市長（第6代）を務めた。

## 経歴
久保田藩士小貫久之進の二男で、井上福治の養子となった （秋田市手形新町上丁住）。漢学を学んだ後、上京して東京専門学校（現在の早稲田大学）に入学した。1886年（明治19年）に卒業した後は、秋田魁新報社に入社し、やがて主筆、さらに社長に就任した。
1892年（明治25年）、秋田市会議員に当選した。市参事会員、市会議長を歴任し、また県会議員、県参事会員、県会議長にも就任した。
1912年（明治45年）、第11回衆議院議員総選挙に出馬し、当選。1915年（大正4年）の第12回衆議院議員総選挙でも再選された。
1916年（大正5年）に秋田市長に選出され、1932年（昭和7年）まで在任した。在任中は小学校の施設充実、商業学校の設立、上下水道の整備、産業振興に尽力した。
市長退任後の1936年（昭和11年）からは県教育会長を務めた。
戦後、秋田魁新報社長のため、公職追放となった。